# Езидство (организация)
«Ези́дство» — местная религиозная организация езидов, зарегистрированная 18 августа 2009 года на территории Ярославской области. На сегодняшний день она является единственной в мире религиозной общиной езидов, получившей юридический статус. Их остальные духовные организации, включая общину знаменитого храма в Лалеше на территории Ирака, официальной регистрации пока не имеют.

## Глава организации

Глава ярославской религиозной организации «Езидство» Атман Амари Далеян

Инициатором создания Ярославской религиозной организации «Езидство» выступил Атман Амари Далеян, который является потомственным езидским пиром (священнослужителем) и принадлежит к главенствующему роду Хасмаман, где появляются на свет «пиры сорока пиров» — то есть высшие духовные представители езидского общества. До XII века, пока не произошла реформация езидизма, именно они возглавляли его как религию.
Предки Далеяна жили в Персии (территория нынешнего Ирака), но были вынуждены бежать от «насильственной исламизации» в Турцию, а когда и там с 1915 года начались преследования езидов по религиозным мотивам — в Армению. Здесь, в селе Шамирам Аштаракского района, и родился 10 января 1964 года Атман Амари Далеян. В езидизме должность священнослужителя передаётся по-наследству. Поэтому когда умер отец, шестилетний сын Атман занял его место и постепенно включился в религиозную деятельность.
В начале Перестройки, когда нестабильность стала постепенно охватывать республики Закавказья, Атман Далеян с семьёй переехал в Центральную Россию. Первоначально он жил в деревне Телицыно Лихославльского района Тверской области — но поскольку был единственным пиром на огромную территорию, то постоянно выезжал по просьбам езидов для проведения обрядов в другие регионы. Затем Атман Далеян перебрался в г. Ярославль.

## Борьба за регистрацию
В 1990 году в Ярославле образовалась группа верующих езидов. Однако затем рухнул Советский Союз, перестало действовать прежнее законодательство о культах, а принятие нового закона о свободе совести растянулось на несколько лет. Поэтому община долго действовала без регистрации на правах религиозной группы.
В 2001 году она изъявила желание преобразоваться в полноценную религиозную организацию. Однако Управление Минюста РФ по Ярославской области ответило отказом, поскольку Атман Далеян был прописан тогда на территории Тверской области. Вскоре он оформил местную прописку и вновь подал документы на регистрацию. Но Управление вновь отказало в этом, объяснив, что, по новому федеральному закону «О свободе совести и о религиозных объединениях», получить статус полноценной религиозной организации может лишь группа верующих, существующая на данной территории не менее 15 лет. Поскольку в законе не уточнялось, что именно считать доказательствами такого существования — Управление федеральной регистрационной службы (как называлось Управление Минюста РФ с 2002 по 2008 годы) сочло недостаточными такие факты, как наличие религиозного езидского сектора на одном из муниципальных кладбищ в Ярославской области, относящуюся к началу 90-х годов религиозную переписку ярославских езидов с зарубежными единоверцами, проведение группой в течение 15 лет религиозных обрядов и церемоний.
Атман Далеян пробовал опротестовать данный отказ, но в ноябре 2004 года суд первой инстанции позицию Управления поддержал. Тогда была подана кассационная жалоба уже на это решение. В итоге Ярославский областной суд отменил вердикт районного суда и направил дело на новое рассмотрение.
17 мая 2005 года Кировский районный суд Ярославля счел доказательства существования езидов на территории области удовлетворяющими критериям закона и обязал Управление федеральной регистрационной службы зарегистрировать их религиозную организацию. Комментируя это, представители Управления заявили прессе, что опять обратятся с кассационной жалобой на вынесенное решение в областной суд. Кроме того, они сообщили 6 октября 2005 года на заседании Совета по вопросам религиозных объединений при мэрии г. Ярославля, что «намерены противостоять» деятельности вновь образуемой религиозной организации.
Получив кассационную жалобу Управления федеральной регистрационной службы, областной суд отменил решение Кировского районного суда и опять направил дело на новое рассмотрение в нижестоящую инстанцию. Однако 29 ноября 2007 года Дзержинский районный суд Ярославля опять сделал вывод, что фактов, представленных езидами, хватает для подтверждения 15-летнего срока существования религиозной группы на территории области, и, соответственно, для её регистрации в качестве полноценной религиозной организации.
Областное управление юстиции вновь — уже в третий раз — обжаловало это решение. Однако областной суд в удовлетворении кассации отказал, обязав чиновников зарегистрировать религиозную организацию езидов.

## Религиоведческая экспертиза
2 февраля 2009 года организация провела учредительное собрание и приняла Устав, а 9 февраля подала в Управление Минюста РФ по Ярославской области документы на регистрацию. Однако, по-прежнему испытывая определённые сомнения, последнее приняло 10 марта решение о продлении срока рассмотрения документов для проведения государственной религиоведческой экспертизы.
24 апреля 2009 года Управление Минюста РФ по Ярославской области направило запрос о проведении государственной религиоведческой экспертизы в отношении организации «Езидство» с целью признания её религиозной и проверки достоверности сведений об основах вероучения организации и соответствующей практики, в Экспертный совет по проведению государственной религиоведческой экспертизы при Министерстве юстиции РФ.
Специалистов просили ответить на вопросы, можно ли считать езидизм религией, можно ли заниматься обучением езидизму и воспитанием последователей при том, что у него, по мнению чиновников, нет «сформулированного и зафиксированного в печатных источниках вероучения», и как соотнести определённую законом цель деятельности религиозного объединения «распространение веры» со спецификой езидизма, гласящего, что эта религия может быть доступна только «езидам по рождению». Отдельно значился вопрос, может ли глава местной религиозной организации «Езидство» единолично «определять и решать вопросы, связанные с единообразием совершения богослужения, вероучением, религиозными обрядами и церемониями», а также издавать регламентирующие это документы «без разрешения (благословения) Духовного главы всех езидов — мира Тахсин-бека». При этом Управление априори исходило из информации, что находящийся в Иракском Курдистане храм Лалеш является «официальным центром езидизма», а живущий там же эмир Тахсин-бек действительно выступает «светским и духовным главой всех езидов, вне зависимости от места проживания».
27 апреля 2009 года данный запрос был получен председателем Экспертного Совета Александром Дворкиным, который 6 мая направил его копии и 88 страниц приложения для изучения членам Совета и назначил дату заседания по этому поводу.
2 июня 2009 года Экспертный Совет на предварительном заседании рассмотрел поступивший запрос, а те члены, которые не нашли возможность присутствовать на мероприятии лично, прислали свои соображения в письменном виде.

Старший научный сотрудник и доцент Института социологии Российской Академии Наук, к. ф. н. Елена Руткевич, например, подчеркнула: 
Чтобы ответить на вопрос, является ли религиозной организация «Езидство», недостаточно данных об основах вероучения и культа, о количественном составе группы, о сути богослужения, об участии мирян не только в культовой, но и во внекультовой деятельности. Представляется важным с согласия руководства поучаствовать в их церемониях, послушать  их молитвы и проповеди

Письменно выразил отношение к теме и заместитель начальника отдела по взаимодействию с общественными и религиозными объединениями Департамента культуры и образования Правительства РФ Владимир Алифанов, который отмечал: 
Общины езидов обладают всеми признаками религиозного объединения, предусмотренными законодательством Российской Федерации. <…> Представляется возможным поддержать обращение религиозного объединения езидов о его государственной регистрации, рекомендовав регистрирующему органу уделять особое внимание данному объединению на начальном этапе его деятельности в качестве религиозной организации».
На заседании было принято решение изучить дополнительный объем источников, обратиться за консультациями к ученым-востоковедам в Германии и других странах, а также делегировать для непосредственного ознакомления с религиозной практикой организации «Езидство» членов Совета Евгения Мухтарова и к. и. н. Андрея Васильченко. Для координации этой деятельности в структуре Совета была создана временная рабочая группа под руководством заведующего кафедрой религиоведения МГУ им. Ломоносова, доктора философских наук, профессора Игоря Яблокова.

Вскоре стали поступать отзывы на запросы Экспертного Совета от учёных-востоковедов. Так, например, 2 июля 2009 года известный исследователь езидизма, кандидат философских наук, преподаватель семинара иранистики Геттингенского университета, автор книг «Йезидизм: из глубины тысячелетий» и «Йезидизм: общество, символ, ритуал» Ханна Омархали отмечала: 
На мой взгляд, создание езидской религиозной организации на территории Российской Федерации не только поможет езидам сохранить свою религию и воспитать детей со знанием своей традиции, культуры и языка, но и позволит облегчить процесс интеграции езидского общества в среду обитания. Многие проблемы среди молодого поколения возникают из-за незнания своей культуры, проблемы с идентичностью и местом, занимаемым в обществе. Перефразируя Маргарет Мид, можно сказать, что знание собственной культуры обостряет нашу способность тщательно изучать и более нежно ценить другую. Езидская община несомненно нуждается в оказании содействия со стороны соответствующих органов власти РФ в создании религиозной организации. Такая организация не только поможет сохранить езидизм и его духовную культуру, но и поможет наладить необходимый межкультурный диалог между езидами и русскими.
21 июля 2009 года Экспертный совет по проведению государственной религиоведческой экспертизы при Министерстве юстиции РФ рассмотрел результаты проведенной работы и заслушал представителей самой организации «Езидство».
Атмана Далеяна попросили рассказать о религиозной деятельности, проведении обрядов и церемоний. С учётом того, что правоохранительные органы часто путают езидов с курдами и, соответственно, временами ошибочно причисляют первых к запрещенной в Турции «Рабочей партией Курдистана», руководителю организации был задан вопрос об отношении к данной партии. В ответ Атман Далеян подчеркнул, что верующие ярославские езиды далеки от политики и не имеют никакого отношения к «Рабочей партией Курдистана».
Результатом трёхчасового заседания Совета стало принятие экспертного заключения объёмом 26 страниц, базирующегося на ста с лишним источниках.

На вопрос, является ли езидизм вероучением, Экспертный Совет привёл устоявшиеся в религиоведении критерии религии и на примерах показал, что в езидизме присутствуют религиозное сознание, отражающееся через «систему догматов, утверждений и предписаний» в каноничном Свидетельстве Веры, религиозный институт из духовных лиц и верующих мирян, религиозная деятельность в виде обрядов, церемоний, молитв, табу, культа святых, почитания священных изображений и мест, а также особые религиозные отношения последователей друг с другом и социумом. На этом основании эксперты сделали вывод: 
Езидизм во всём комплексе представляется именно как религия, а объединения последователей езидизма, исповедующие эту религию – именно как религиозные объединения.

На вопрос, можно ли считать вероучение, исповедуемое организацией «Езидство», аутентичным вероучению езидизм, эксперты ответили: 
Представленные для проведения экспертизы документы «Общие сведения о религиозных праздниках, обрядах, отношении к гражданским правам и обязанностям» и «Устав местной религиозной организации «Езидство» аутентичны вероучению езидизм, представленному в ряде других исследованных источников.

На вопрос, может ли глава местной езидской религиозной организации единолично определять и решать вопросы, связанные с единообразием совершения богослужения, вероучением, религиозными обрядами и церемониями, а также издавать регламентирующие это документы без разрешения или благословения так называемого «Духовного и светского главы всех езидов» эмира Тахсин-бека, Экспертный совет по проведению государственной религиоведческой экспертизы при Министерстве юстиции РФ выразил следующее мнение: 
Авторитет Тахсин-бека за пределами Ирака в настоящее время – неформальный, продиктованный только принадлежностью человека к древнему шейхскому роду и древней религии, его активным участием в духовной, культурной и общественно-политической жизни. Это формирует характерное для стран Востока уважительное отношение к нему как к мудрецу, хранителю традиций, источнику знаний и опыта, доброму советчику. <…> Никаких закреплённых юридическими документами полномочий по регламентации и согласованию религиозных обрядов, церемоний, богослужений, проводимых в общинах езидов других стран, у эмира Тахсин-бека нет. Соответственно, любые согласования с эмиром Тахсин-беком, получение его благословения на те или иные виды религиозной деятельности являются правом, но не обязанностью руководителей езидскиx религиозных объединений, расположенных за пределами государства Ирак, в том числе образуемой на территории Ярославской области как субъекта РФ местой религиозной организации вероисповедания - езидизм «Езидство».

На вопрос, можно ли осуществлять обучение религии и воспитание последователей при отсутствии сформулированного и зафиксированного в печатных источниках вероучения, эксперты сообщили: 
Вопрос <…> сформирмулирован некорректно - исходя из ложной предпосылки об отсутствии у езидов религиозной литературы как таковой, и, соответственно, ложного умозаключения, что религиозное учение до сих пор продолжает передаваться верующим только в устной форме. Исторически сложилось так, что в езидизме статусом сакрального (священного) действительно наделялось не написанное, а излагаемое устно. Однако нельзя на этом основании утверждать, что у езидов даже в принципе отсутствует вероучение, сформулированное и зафиксированное в печатных источниках.

Далее эксперты пояснили свою позицию: 
У последователей данной религии имеются свои священные книги – это трактаты, написанные в XII веке. Устное изложение основ веры в последующий период опиралось либо на рецитацию фрагментов данных работ, либо на их вольный пересказ, включаемый, в том числе, в молитвы и религиозные гимны. При этом <…> копии обеих священных книг оказались переведены в 1913 году на немецкий язык, а ныне существуют и их русскоязычные переводы. Кроме того, «на бумаге» уже в XX веке были зафиксированы несколько вариантов Свидетельства Веры, основные езидские  молитвы и корпус религиозных гимнов. Пока они не получили широкого распространения только из-за малотиражности соответствующих источников, а применительно к Российской Федерации – из-за дефицита подобной литературы, переведенной на русский язык и языки народов нашей страны. <…>  Тем не менее, можно констатировать, что священные тексты данной религии существуют на бумажных носителях, а фрагментарно включены даже в учебники для школ провинции Духок губернаторства Могул, где находится храм Лалиш и, наряду с преподаванием основ ислама,  официально ведётся преподавание основ езидизма.

Наконец, на вопрос, как соотносится предусмотренная законом цель деятельности религиозного объединения «распространение веры» с особенностями учения езидизм, эксперты ответили: 
Пункт 1 ст. 6 федерального закона «О свободе совести и о религиозных объединениях» отмечает, что религиозным признается объединение, «образованное в целях совместного исповедания и распространения веры». <…> Распространение каких-либо сведений определяется как сообщение этих сведений «в той или иной, в том числе устной, форме хотя бы одному лицу». Ограничение, согласно которому «езидом по вере» может стать только езид «по рождению», не налагается на распространение веры среди самих езидов. Таким образом, <…> цель деятельности религиозного объединения «распространение веры» с особенностями религиозного учения езидизм закону не противоречит.

После завершения мероприятия председатель Экспертного Совета, профессор Александр Дворкин сообщил агентству «Интерфакс» следующее: 
Экспертный совет на очередном заседании рассмотрел заявление ярославской общины езидов и в итоге принял положительное решение о том, что езидизм является религией и что в этом аспекте нет препятствий для регистрации езидов в качестве религиозной организации.
В соответствии утверждённым приказом Минюста РФ от 18.02.2009 г. № 53 «Порядком проведения государственной религиоведческой экспертизы», текст экспертизы был размещён на официальном сайте Министерства юстиции Российской Федерации, а оригинал заключения направлен в Управление Минюста РФ по Ярославской области.

Свидетельство о регистрации Ярославской религиозной организации «Езидство»

Основываясь на выводах документа, Управление Минюста РФ провело 18 августа 2009 года регистрацию местной религиозной организации «Езидство» и выдало ей регистрационное свидетельство за основным номером государственной регистрации 1097600000805, а данные о МРО «Езидизм» были внесены управлением Федеральной налоговой службы в Единый государственный реестр юридических лиц. На руки долгожданный документ ярославские езиды получили 19 августа. Затем организация, в соответствии с законом, встала на учет в органах Роскомстата и внебюджетных фондах.

## Организация
Структурно организация «Езидство» состоит из главы, которым избран Атман Амари Далеян, Совета организации, куда входит несколько ярославских езидов, а также верующих участников. Членство фиксированное, ведётся соответствующий реестр. Эмблемой организации является Малаки-Таус, или «Ангел-Павлин», являющийся особо чтимым езидами высшим существом. Руководящие органы МРО «Езидство» размещаются по адресу: 150044, Ярославль, пр. Октября, 94, оф.206/1, т.т. (4852) 580705, 8906-525-31-31.
В планах организации проведение добровольной переписи езидов, проживающих на территории Ярославской области, которая дополнит уже устаревшие результаты Всероссийской переписи населения 2002 года, выявившей 2718 езидов (третье место по стране); выпуск езидской религиозной литературы, и, в первую очередь, богослужебных книг. Кроме того, прорабатывается вопрос о строительстве под Ярославлем езидского храма и езидского культурно-образовательного центра, в состав которого будут входить библиотека, клуб и национально-религиозная школа для детей.